# Елісео Мейфрен
Елісе́о Мейфре́н (ісп. Eliseu Meifrèn, повне ім'я Елісео Мейфрен і Роч Eliseu Meifrèn i Roig 24 грудня, 1857 — 5 лютого, 1940) — іспанський викладач і художник, представник імпресіонізму.

## Життєпис. Ранні роки
Народився в місті Барселона у заможній родині. Батько був забезпеченим стоматологом і наполягав, аби син вивчав медицину. Елісео провчився один рік на медичному факультеті, але покинув навчання, аби стати художником.

## Освіта і паризький період
Художнє навчання пройшов в Школі образотворчих мистецтв у Барселоні. Його вчителі — Антоніо Каба та Рамон Марті Альсіна. Покинув Барселону і стажувався у Парижі, де зустрів художників-іспанців Рамона Касаса та Сантьяго Русіньоля.
У паризький період життя заробляв на життя створенням невеликих картин побутового жанру.

## Мандри і репутація інтернаціонального майстра
Ще 1889 року він влаштував власну вставку із шістдесяти картин великого формату. Експертом був колега Сантьяго Русіньоль, бо Мейфрен влаштував аукціон з продажу усіх картин на виставці. На отримані від продажу картин гроші художник відбув у Італію, де працював у містах Неаполь та Венеція.
Особливо дальніми були мандри у 1890-і роки. Змінилась і художня манера митця — він відійшов від академізму і наблизився до технологій обережного імпресіонізму.
1897 року він перебрався на Канарські острови. На злам 19-20 століть прийшовся найбільший успіх художника, що брав участь у декількох виставках водночас. Він навіть відвідав місто Буенос-Айрес, де мешкав і працював весною 1903 року. В Буенос-Айресі він також влаштував виставку двадцяти трьох каталонських художників, де демонстрували 74 картини, серед котрих були і твори молодого Пікассо.
1905 року, по смерті Рікардо Анкермана, Елісео Мейфрен отримав посаду директора Школи мистецтв на острові Майорка. Педагогічна діяльність не перешкоджала йому мандрувати чи посилати власні твори на різні виставки. 1906 року на Національній виставці у Мадриді він нарешті виборов золоту медаль і визнання у іспанській столиці. 1910 року його твори брали участь у виставці в місті Брюссель, де художник отримав срібну медаль. 1915 року він відвідав Сан-Франциско, де його твори брали участь у Міжнародній виставці. Частку картин з пейзажами Майорки та містечка Кадакес він перевіз у Нью-Йорк. Мейфрен повернувся до Барселони лише 1917 року, наприкінці 1-ї світової війни, що спустошила країни Західної Європи.

## Улюблений Кадакес
Як митець він обрав місцем власного перебування влітку і літньої праці містечко Кадакес у Каталонії, що нагадувало гірське село. Він приїздив туди роками, один чи з приятелями, для відпочинку і праці. Елісео Мейфрен став мимоволі відкривачем Кадакеса як невеличного художнього центру у Каталонії.

## Виставки
1880 року відбулася його перша виставка. В подальшому брав участь у декількох міжнародних виставках, серед котрих Національна виставка у Мадриді (золота медаль, 1887), Міжнародна виставка у Парижі (бронзова медаль, 1889), Всесвітня виставка (1904), Національна вистака у Мадриді (1906), Виставка у місті Брюссель (срібна медаль, 1910), Міжнародна виставка у Сан-Франциско (1915).

## Власна родина і смерть
Художник узяв шлюб 1882 року із пані Долорес Пахарон, подружжя мало трьох дітей. Перша донька художника народилась у Парижі. Дружина художника померла 1924 року. Художник узяв шлюб вдруге 1930 року із Джулією Марина Ламаною. З початком громадянської війни у Іспанії родина втекла у містечко Манрес. Після перебування на острові Майорка у 1939 р. старий художник повернувся до Барселони, де у грудні 1939 р. відкрив останню прижиттєву виставку, що пройшла із іспіхом, художнім і комерційним. Мейфрен уже хворів і не брав участі в урочистостях. На початку 1940 р. стан його здоров'я погіршився і 5 лютого 1940 р. він помер.

## Вибрані твори
- «Місто Кадакес вночі»
- «Понтеведра. Ноктюрн»
- «Пейзаж на острові Майорка»
- "Валенсія. Будинки "
- "Візок у дворику "
- "Байя де Пальма "
- «Збори молюсків»
- «Річка Марна»
- «Морський краєвид»

## Галерея вибраних творів

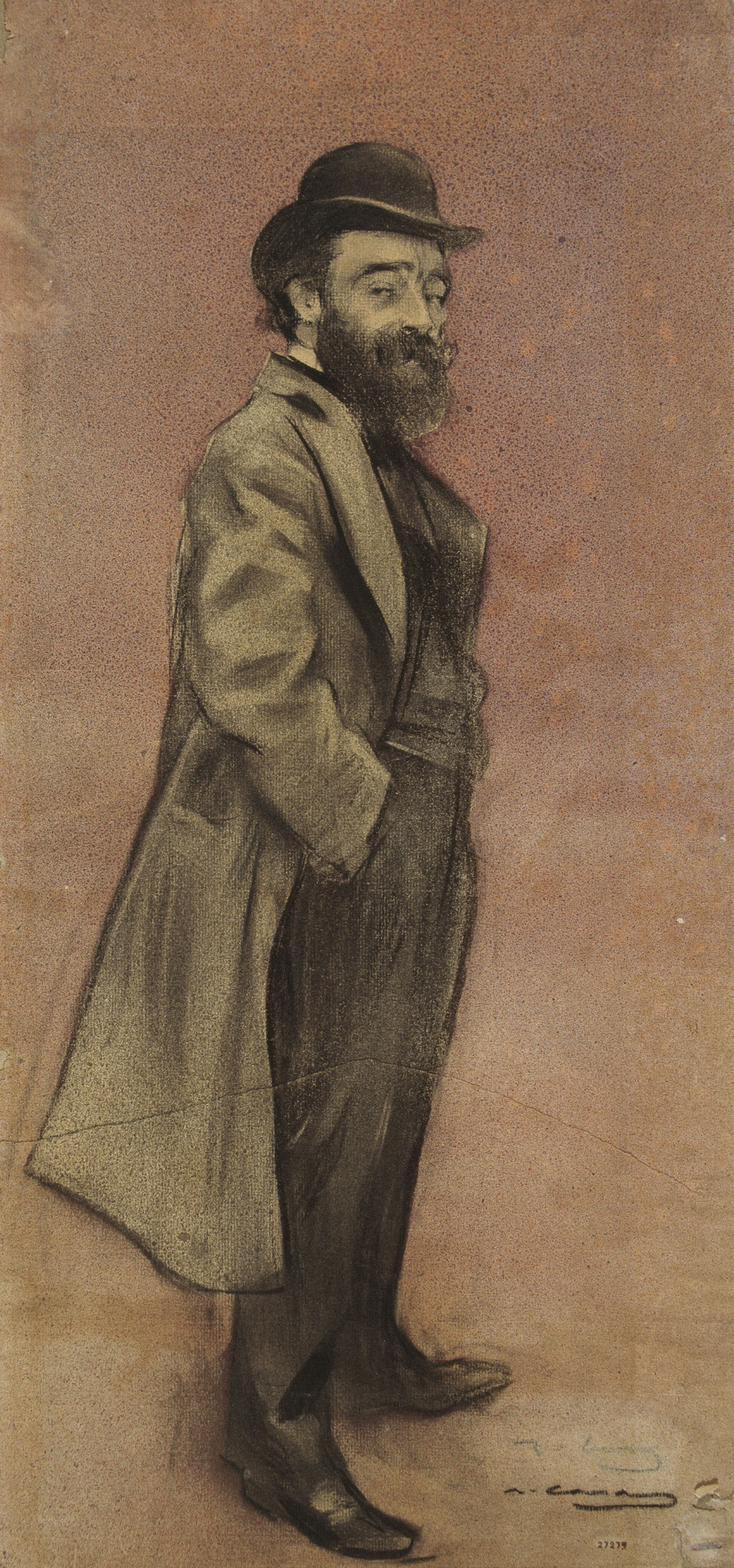
Худ. Рамон Касас. «Портрет Елісео Мейфрена»